# ۳۹۸ (میلادی)
۳۹۸ (میلادی) سیصد و نود و هشتمین سال تقویم میلادی است.

## درگذشتگان
‎